# Peter Karlsson (friidrottare)
Jim Peter Karlsson, född 23 november 1970 i Karl Johans församling i Göteborg, är en svensk före detta friidrottare som tävlade för Alingsås IF. 
Han innehade till 2023 det svenska rekordet på 100 meter med tiden 10,18, som han nådde i tyska Cottbus 9 juni 1996. Karlsson innehar även SM-rekordet med 10,29 från SM i Karlskrona 1996 och har vunnit tre SM-guld på sträckan (1993, 1994 och 1996). Karlsson löpte 1996 sträckan under drömgränsen 10 sekunder (9,98), dock i för stark medvind (4,0). Han kallas Töllsjöraketen.
Bland internationella meriter kan nämnas en 4:e plats på 4x100 m vid EM i friidrott 1994 och en 8:e plats vid VM i friidrott 1997 samt en femteplats i stafett 4x100 m i OS 1996. 
Vid VM i Göteborg 1995 blev han utslagen i kvartsfinalen på 100 meter. Han deltog i det svenska korta stafettlaget som tog sig till final på 4x100 meter men där diskvalificerades (de andra i laget var Matias Ghansah, Lars Hedner och Tobias Karlsson).
Vid VM i Athen 1997 blev han åter utslagen i kvartsfinalen på 100 meter. Även vid detta VM deltog han i det svenska korta stafettlaget (de andra i laget var Patrik Lövgren, Torbjörn Mårtensson och Torbjörn Eriksson), men den här gången blev de utslagna i kvartsfinalen.
Han utsågs 1997 till Stor grabb nummer 431 i friidrott.
Han är sedan 2020 klubbchef för idrottsföreningen IF Kville i Göteborg 

## Personliga rekord
- 60 meter: 6,58 s (Gent, Belgien 7 februari 1996) [1]
- 100 meter: 10,18 s (Cottbus, Tyskland 9 juni 1996) [10]
- 200 meter: 21,26 s (Lerum 23 augusti 1997)[11]

### Fotnoter
1. 1 2  ”Personsida på World Athletics webbplats” (på engelska). worldathletics.org. https://www.worldathletics.org/athletes/sweden/peter-karlsson-14227729. Läst 26 april 2022.
2. 1 2 3 4 5 6 7 8  Wiger 2006, s. 37.
3. ↑  Sveriges befolkning 2000, Version 1.03, Sveriges Släktforskarförbund: Karlsson, Jim Peter
4. 1 2  Peter Karlsson på Sveriges Olympiska Kommittés webbplats
5. ↑  ”Svenska friidrottsrekord”. Friidrottsstatistik.se. https://www.friidrottsstatistik.se/recordsswe.php?lang=swe. Läst 12 september 2023.
6. ↑  ”Svenskt rekord av Henrik Larsson på 100 meter”. SVT Sport. 13 juni 2023. https://www.svt.se/sport/friidrott/svenskt-rekord-av-henrik-larsson-pa-100-meter. Läst 14 juni 2023.
7. ↑  friidrott.se:s Stora Grabbar-sida Arkiverad 31 mars 2016 hämtat från the Wayback Machine. Läst 2015-06-24
8. ↑  Stora grabbars märke Läst 2015-06-24
9. ↑  ”Nytt år, nya möjligheter och ny organisation!”. Idrottsföreningen Kville. 10 januari 2022. https://www.ifkville.se/nyheter/?ID=180802&NID=863543. Läst 26 september 2022.
10. ↑  Holmberg 2009, s. 16.
11. ↑  Holmberg 2009, s. 50.
12. 1 2  ”Swedish Athletic Page”. Arkiverad från originalet den 8 december 2007. https://web.archive.org/web/20071208031252/http://home.swipnet.se/~w-92028/. Läst 18 november 2007.